# やっちまった企画室
『やっちまった企画室』は、2015年7月4日から、BS12チャンネル・Twellvで放送されているバラエティ番組。

## 概要
スーパーコンサルタント「杉村太蔵」が開業するやっちまった企画室。 誰もがある「やっちまった」事を解決する術のコンサルを求めて今日も相談者がやってくる。ゲストの過去の「やっちまった」ことをコンサルしスッキリ解決する方法を提案するバラエティ番組。

## 出演者
- MC
  - 杉村太蔵
  - 吉田怜菜

### ゲスト
#1〜4
- あやまん監督
- AZ（THE GOLD）
- 平田裕一郎

#5
まいける
#6
飯田なお
#7
石井明美
#8
ギャオス内藤
#9
杉田水脈
#10
前田健
#11
小阪由佳

## スタッフ（過去のスタッフ含む）
- ナレーター：舟木葵
- 構成：荒井靖裕
- CAM：菊池隆、富沢剛
- VE：川崎修
- EED：森崎荘三
- MA：尾長憲一
- 技術協力：テックサービス、クロースタジオ
- 協力：三栄町、bona studio
- アニメアソシエーション：MINA
- キャスティング：宮越香司
- AD：下村直人
- ディレクター：田村貴広
- 共同プロデューサー：伊藤光晃
- アソシエーションプロデューサー：宮本智行
- プロデューサー：吉井しげみ、高木征太郎
- エグゼクティブプロデューサー：立川光昭
- 制作協力：丸井織物株式会社、メディマックス
- 製作著作：エムコンサルティング株式会社